# Філателістична географія

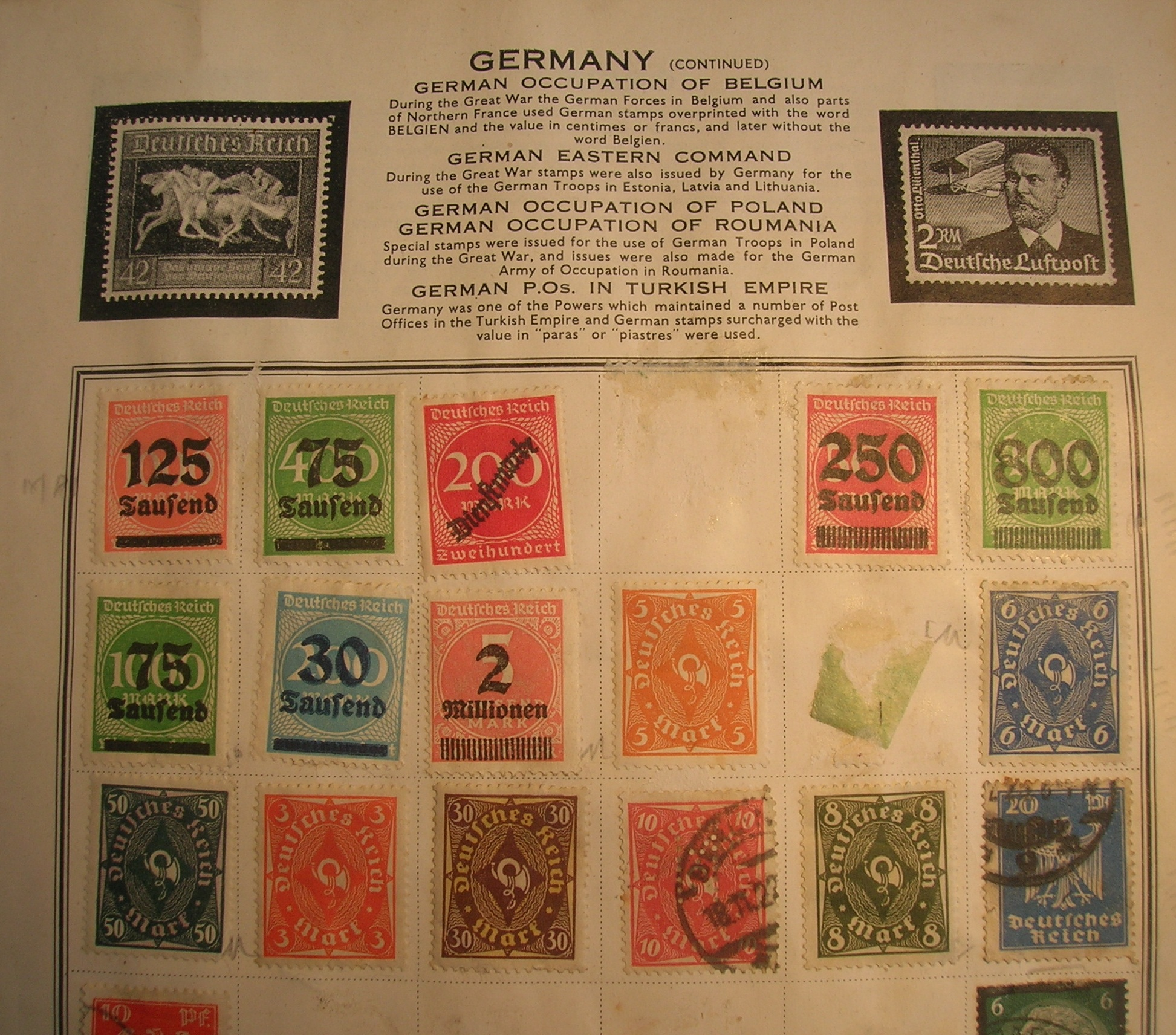
Лист колекції по філателістичній географії — з передбаченими місцями для марок, але без їх зображень, і з зазначенням відомостей по кожній країні (на прикладі марок німецької пошти за кордоном)

Філателістична географія (похідні скорочені назви — «філгеографія», «Геоф») — напрям колекціонування поштових марок, коли колекціонери ставлять за мету зібрати по одній або по кілька марок кожної країни, території, місцевої поштової служби, всіх періодів політичного управління кожної окремої держави.

## Термінологія
Російську назву цього напрямку філателії вперше було застосовано в 1966 р. у книзі «Филателистическая география», упорядником якої виступив голова Московського міського товариства колекціонерів Л. Л. Лепешинський.
У закордонній практиці використовуються аналогічні терміни — англ. «geographilately» і «geophila».
Філгеографію не слід плутати з картофілателією — збиранням поштових марок, на яких зображено географічні карти. Останній напрям більш поширений за кордоном.

## Філателістичні об'єднання
При Союзі чехословацьких філателістів 4 листопада 1989 р. було створено Асоціацію GEOPHILA. 3 червня 1994 р. ця асоціація була офіційно зареєстрована як самостійне об'єднання колекціонерів, які збирають марки територій світу. Асоціація та її члени проводять зустрічі, беруть участь у філателістичних виставках, видають довідники та інформаційний листок «GEOGRAFILATELIE» (двічі-тричі на рік).

## Ресурси Інтернету
- Филателистическая география. Почтовые марки британских колоний. Colony.ru — Московский интернет-портал колониальной филателии. Архів оригіналу за 18 березня 2009. Процитовано 26 травня 2011.
- GEOPHILA Association (англ.). GEOPHILA Association. Архів оригіналу за 12 травня 2012. Процитовано 22 січня 2011.
- Home page. With Stamps and Flags Around the World (англ.). Gert Bundesmann. Архів оригіналу за 12 травня 2012. Процитовано 4 серпня 2011.
- Maps on Stamps (англ.). Dan's Topical Stamps. Архів оригіналу за 12 травня 2012. Процитовано 24 березня 2011.